# Тотьо Тотев
Тотьо Нанев Тотев е български политик. Кмет на Стара Загора в периода 8 март 1988 – 9 февруари 1990 г.

## Биография
Роден е в село Михайлово през 1938 г. Висшист по образование. Включва се в структурите на ДКМС, а после в общинския комитет на БКП за Стара Загора и село Опан.